# Brodawkowcowate
Brodawkowcowate (Acrochordidae) – monotypowa rodzina węży z nadrodziny Acrochordoidea w rzędzie łuskonośnych (Squamata).

## Zasięg występowania
Rodzaj obejmuje gatunki występujące w Indiach, Bangladeszu, Mjanmie, Kambodży, Malezji, Filipinach, Singapurze, Indonezji, Tajlandii, Wietnamie, na Sri Lance, Timorze Wschodnim, Nowej Gwinei i Australii.

## Charakterystyka

Acrochordus javanicus

Brodawkowcowate żyją wyłącznie w wodzie. Są jajożyworodne. Rozmnażają się raz na kilka lat. Ich ciało jest pokryte drobnymi łuskami przylegającymi do siebie. Łuski brzuszne są mniejsze od grzbietowych. Na zewnętrznej powierzchni łuski mają guzki, które nadają skórze szorstkości i umożliwiają przytrzymywanie złowionej ryby, w czasie jej duszenia. Brodawkowcowate żywią się rybami i skorupiakami.
Są łowione w celach spożywczych oraz w celu pozyskania skóry.

## Systematyka

### Etymologia
- Acrochordus: gr. ακροχορδων akrokhordōn, ακροχορδονος akrokhordonos „brodawka z cienką szyjką”, od ακρον akron „koniec, zakończenie”; χορδη khordē „trzewia, wnętrzności”[7].
- Chersydrus: gr. χερσυδρος khersudros „ziemnowodny wąż”[8]. Gatunek typowy: Acrochordus fasciatus Shaw, 1802 (= Hydrus granulatus Schneider, 1799).
- Verrucator: łac. verruca „brodawka”[9]. Gatunek typowy: Acrochordus javanicus Hornstedt, 1787.
- Potamophis: gr. ποταμος potamos „rzeka”[10]; οφις ophis, οφεως opheōs „wąż”[11]. Gatunek typowy: Acrochordus javanicus Hornstedt, 1787.

### Podział systematyczny
Do rodziny należy jeden rodzaj z następującymi gatunkami: 
- Acrochordus arafurae – brodawkowiec arafurski[5]
- Acrochordus granulatus – brodawkowiec mały[5]
- Acrochordus javanicus